# Hippokoón
Hippokoón (řecky Ἱπποκόων, latinsky Hippocoon) je v řecké mytologii spartský král, syn krále Oibala (nebo Periera) a nymfy Bateii.
V řeckých mýtech je jako Hippokoónův otec uváděn většinou Oibalos, jenž byl původně považován za syna spartského krále Kynorta. Sparťané po vítězství v messénské válce uměle začlenili messénského Periérése do genealogie svých králů a Oibala prohlásili za Periérova syna. Tím doložili své nároky na Messenii. Proto existují obsahově různé verze mýtů o Hippokoónově životě.
Nejrozšířenější verzí je mytický příběh, který říká, že Hippokoón byl synem spartského krále Oibala a nymfy Batey. Po smrti krále Oibala se vládcem Sparty stal Hippokoónův mladší nevlastní bratr Tyndareós. Odůvodňoval to tím, že je synem Gorgofony, legitimní Oibalovy manželky, zatímco Hippokoón je jen synem nymfy. Hippokoón se však nároku na trůn nevzdal. Svého nevlastního bratra ze Sparty vyhnal a spolu s Tyndarem ze Sparty odešel i jeho mladší bratr Ikarios. Své útočiště našli u aitólskeho krále Thestia. Hippokoón měl dvanáct synů a vládl pak ve Spartě několik let.
Sparťané už po krátké době zjistili, že Hippokoón a jeho synové jsou násilní a nemilosrdní. Toto chování se jim vymstilo. Když do Sparty přišel Héraklés, bratranec Oiónoa, před Hippokoónovým palácem ho napadl hlídací pes. Oionos v sebeobraně psa zabil kamenem, ale naneštěstí to viděli Hippokoónovi synové a Oiona zavraždili. Héraklova pomsta na sebe nenechala dlouho čekat. Po prvních nepovedených útocích, při nichž zemřel i Heraklitův bratr Ífiklés, Herakles Hippokoóna a všechny jeho syny  pobil. Potom se Tyndareós vrátil do Sparty a opět se ujal vlády.
Pausaniás ještě v druhém století na svých cestách po Lakónii viděl památník symbolizující vítězství Hérakla nad Hippokoónem a jeho syny. To dokazuje, za jak významné Sparťané toto vítězství pokládali.